# 北諾福克區
北諾福克區（英語：North Norfolk District），英國英格蘭東部區域諾福克郡的一個非都市區（地方第二級區政府），區理事會所在地位於克羅默。
北諾福克區成立於1974年4月1日，根據1972年地方政府法，合併克羅默城鎮、謝林漢姆城鎮、沃爾辛厄姆鄉村區等。目前南諾福克區下轄121個民政教區。

## 城鎮與景點

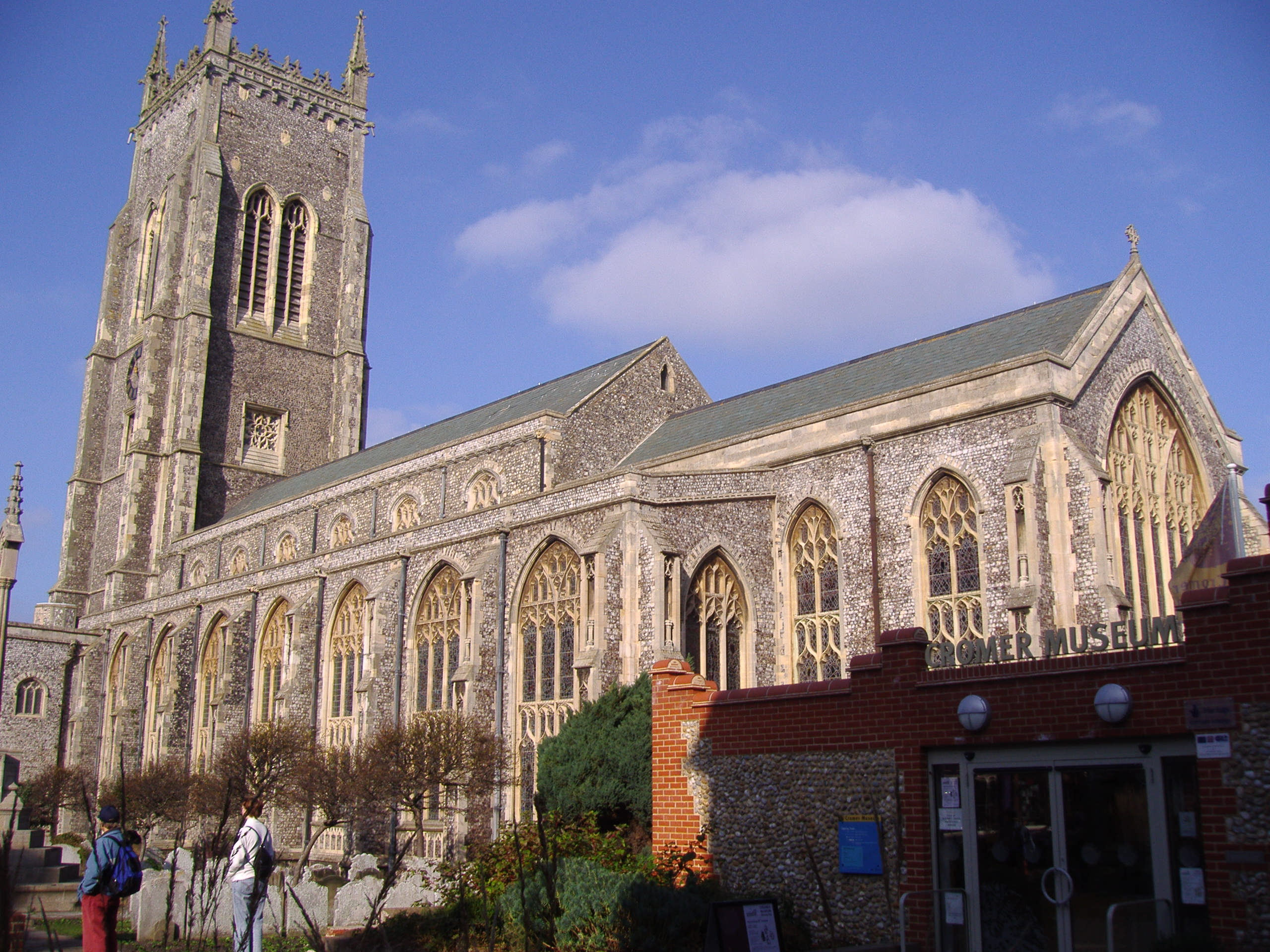
克羅默鎮上的教堂